# Iablunivka, Lîseanka
Iablunivka (în ucraineană Яблунівка) este localitatea de reședință a comunei Iablunivka din raionul Lîseanka, regiunea Cerkasî, Ucraina.

## Demografie
Componența lingvistică a localității Iablunivka
     Ucraineană (99,09%)
     Alte limbi (0,91%)
Conform recensământului din 2001, majoritatea populației localității Iablunivka era vorbitoare de ucraineană (99,09%), existând în minoritate și vorbitori de alte limbi.